# هندوانه
هندوانه (نام علمی: Citrullus lanatus) گونه‌ای بوته و میوه از تیرهٔ کدوییان و دستهٔ صیفی‌جات است که در جالیز رشد و نمو می‌کند. خاستگاه آن آفریقای جنوبی است. گیاهی بزرگ، پهن و یک ساله و یک پایه است. ساقهٔ خزنده و برگ‌های پهن و کرک‌دار با بریدگی‌های ژرف و گل‌های سفید یا زرد دارد. آن را به چم میوه درشت خوردنی‌اش می‌کارند که گونه ای ویژه از سته با پوستی کلفت و بی هیچ بخش‌بندی است. پوست هندوانه، کلفت، صاف و سبزرنگ است و بیشتر راه‌راه‌هایی به رنگ سبزتیره یا نقاط زردرنگ دارد. گوشت آن شیرین و آبدار و کمابیش به رنگ سرخابی پررنگ یا صورتی است. گاهی هم گوشت آن به رنگ نارنجی، زرد یا سفید است. دانه‌های زیادی دارد که شاید سفید و نرم یا سیاه و سخت باشند.
تلاش‌های چشمگیری برای فراهم آوری گونه‌های سرسخت دربرابر بیماری و گونه‌های بی‌دانه یا با دانه‌های سفید درخور گوارش و هضم انجام گرفته‌است. بسیاری از ارقام آن می‌توانند ۱۰۰ روز پس از کاشت، میوهٔ رسیده تولید کنند. میوه را می‌توان خام خورد یا ترشی انداخت یا پوست آن را پخت.
در سال ۲۰۱۴، فراهم‌آوری جهانی هندوانه ۱۱۱ میلیون تن بود. چین با فراهم‌آوری ۶۷٪ رده نخست را در جهان داشت. رده‌های پس از آن را با کمتر از ۴٪ فراهم‌آوری جهان ترکیه، ایران، برزیل و مصر داشتند.
پوست هندوانه حاوی اسید سیترولین است که در بدن به آرژنین تبدیل می شود و به بهبود گردش خون، افزایش جریان خون، بهبود سلامت قلب، افزایش ایمنی بدن و کاهش خستگی عضلانی کمک می کند. علاوه بر این، پوست هندوانه حاوی ویتامین های ث و ب ۶ است.

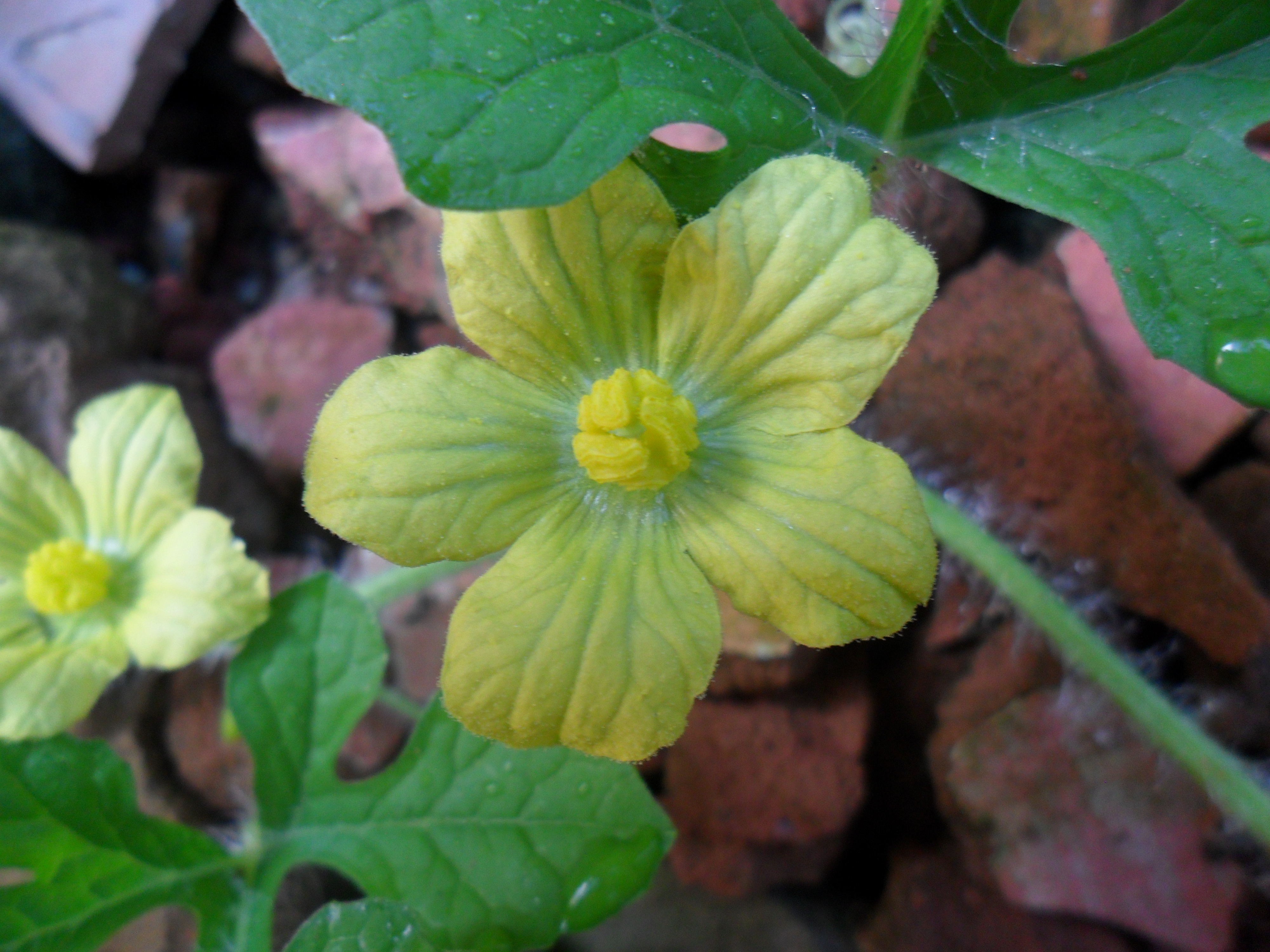
گل هندوانه

## ویژگی‌ها

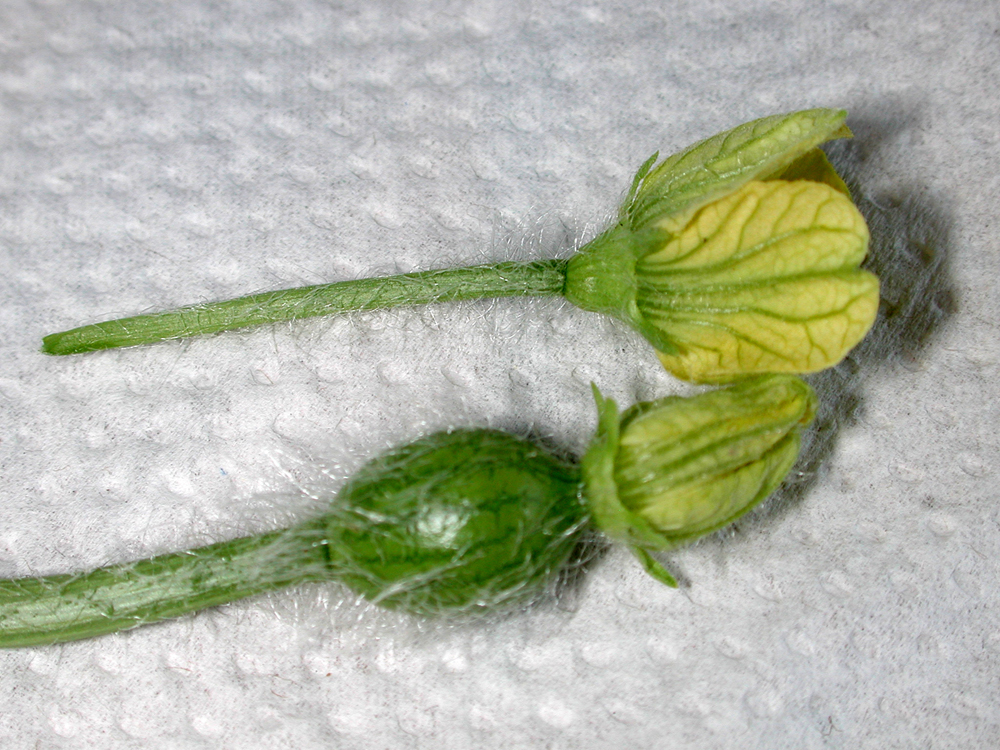
گلهای نر و ماده هندوانه

هندوانه گیاهی درشت و یک‌ساله با ساقه‌های دراز، کم‌دوام و خزنده با مقطع پنج ضلعی مدور و کرکدار است که تا ارتفاع ۳ متر رشد می‌کند. گیاه جوان آکنده از کرک‌های قهوه‌ای متمایل به زرد است که با رشد گیاه از بین می‌روند. برگ‌ها بزرگ، زمخت، به شکل پر و متناوب هستند و با مسن‌تر شدن سفت و سخت و زبر می‌شوند. از ساقهٔ اصلی، ساقه‌های فرعی منشعب می‌شوند. گل‌های سفید تا زردرنگ به‌طور انفرادی در محور برگ‌ها رشد می‌کنند. جام گل از درون سفید و از بیرون زرد متمایل به سبز است. گل‌ها تک‌پایه بوده و گل‌های نر و ماده آن به‌طور جداگانه روی یک بوته قرار دارند. (ساختار زایشی گیاه را ببینید) تعداد گل‌های نر در آغاز فصل زیاد است؛ گل‌های ماده، که بعدها رشد می‌کنند تخمدان ضعیفی دارند. کلاله‌ها در یک ستون منفرد به هم پیوسته‌اند. میوهٔ بزرگ آن، نوعی از سته تغییر شکل یافته به نام پپو است که پوست ضخیم (برون‌بر) و درون گوشتی دارد. (میان‌بر و درون‌بر) گیاهان وحشی میوه‌ای با قطری بیش از ۲۰ سانتی‌متر دارند، در حالیکه قطر ارقام کشت شده ممکن است به ۶۰ سانتی‌متر برسد. پوست میوه، سبز متوسط تا سبز تیره و معمولاً خالدار یا راه‌راه است؛ و گوشت آن دارای دانه‌های متعددی است که در سراسر آن پراکنده هستند. گوشت در بیشتر مواقع به رنگ قرمز یا صورتی است، رنگ آن می‌تواند نارنجی، زرد، سبز یا سفید هم باشد.

## تاریخچه
هندوانه گیاهی گلدار است که تصور می‌شود از جنوب آفریقا مکانی که در آنجا به صورت خودرو پیدا شده منشأ گرفته‌است. در آنجا به ماکزیمم تنوع ژنتیکی از هندوانه شیرین و بیمزه تا انواع تلخ رسید. در سده نوزدهم آلفونس پیرام دو کاندول عقیده داشت هندوانه بومی آفریقای استوایی است. هندوانه ابوجهل که هم‌اکنون بومی شمال و غرب آفریقا است، اغلب به عنوان جد وحشی هندوانه محسوب می‌شود. به‌هرحال، براساس پژوهش‌های صورت‌گرفته بر روی دی‌ان‌ای کلروپلاست هندوانه اهلی و خودرو مشخص شده‌است که آن‌ها مستقل از هم از جد مشترکی، احتمالاً گیاه سیترولوس اسیرهوسوس
در نامیبیا، منشعب شده‌اند.

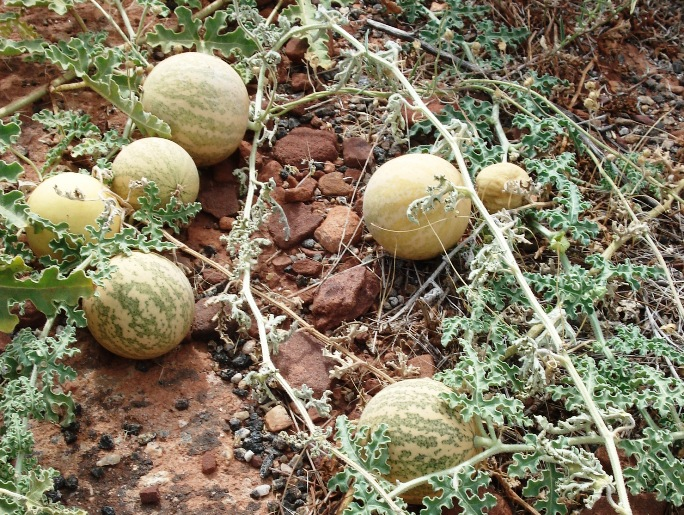
هندوانه وحشی در استرالیا

شواهدی از کاشت آن در دره رود نیل از هزاره دوم پیش از میلاد به بعد یافت شده‌است. دانه‌های هندوانه در محل دودمان دوازدهم مصر و در مقبره فرعون توت‌عنخ‌آمون یافت شده‌است.
در سده هفتم هندوانه در هندوستان کاشته شد، و تا سده دهم به چین رسیده بود، که امروزه بزرگ‌ترین تولیدکنندهٔ منفرد هندوانه جهان است. مردم مور این میوه را به اروپا معرفی کردند و مدارکی هست که نشان می‌دهد هندوانه نخستین بار در سال ۹۶۱ در کوردوبا و همچنین در سال ۱۱۵۸ در سویل واقع در اندلس کاشته شده و سپس از اروپای جنوبی به طرف شمال گسترده شده‌است. شاید خنکی هوای تابستان و کافی نبودن آن برای دادن محصول خوب پیشرفتش را محدود کرد. هندوانه در سال ۱۶۰۰ در کتابچه گیاهان اروپا ظاهر شد، و در سده هفدهم به عنوان محصول کوچک باغی به‌طور گسترده‌ای در اروپا کاشته می‌شد.
کلونی‌های اروپایی و بردگانی که از آفریقا آمده بودند هندوانه را به بر جدید معرفی کردند. در سال ۱۵۷۶ ساکنان اسپانیایی آن را در فلوریدا کاشتند؛ و در سال ۱۶۲۹ در ماساچوست کاشته شد و در سال ۱۶۵۰ مانند بسیاری از کلونی‌های بریتانیایی و هلندی در پرو، برزیل و پاناما هم کاشته شد. تقریباً همان زمان بومیان آمریکا این محصول را در دره می‌سی‌سی‌پی و فلوریدا می‌کاشتند. هندوانه هنگام معرفی آن توسط کاشفانی مانند کاپیتان جیمز کوک، در هاوایی و دیگر جزایر پاسیفیک خیلی زود پذیرفته شد.
هندوانه‌های بی‌دانه اولین بار در سال ۱۹۳۹ توسط دانشمندان ژاپنی که قادر به تولید دورگه تری پلوئیدی بی‌دانه بودند پرورش داده شد؛ ولی چون در برابر بیماری مقاومت کافی نداشتند تعدادشان محدود ماند. هندوانه‌های بی‌دانه در سده بیست و یکم رایج‌تر شده و افزایش یافت و در سال ۲۰۱۴ به حدود ۸۵٪ از هندوانه‌های فروخته شده در ایالات متحده رسید.

## کشت

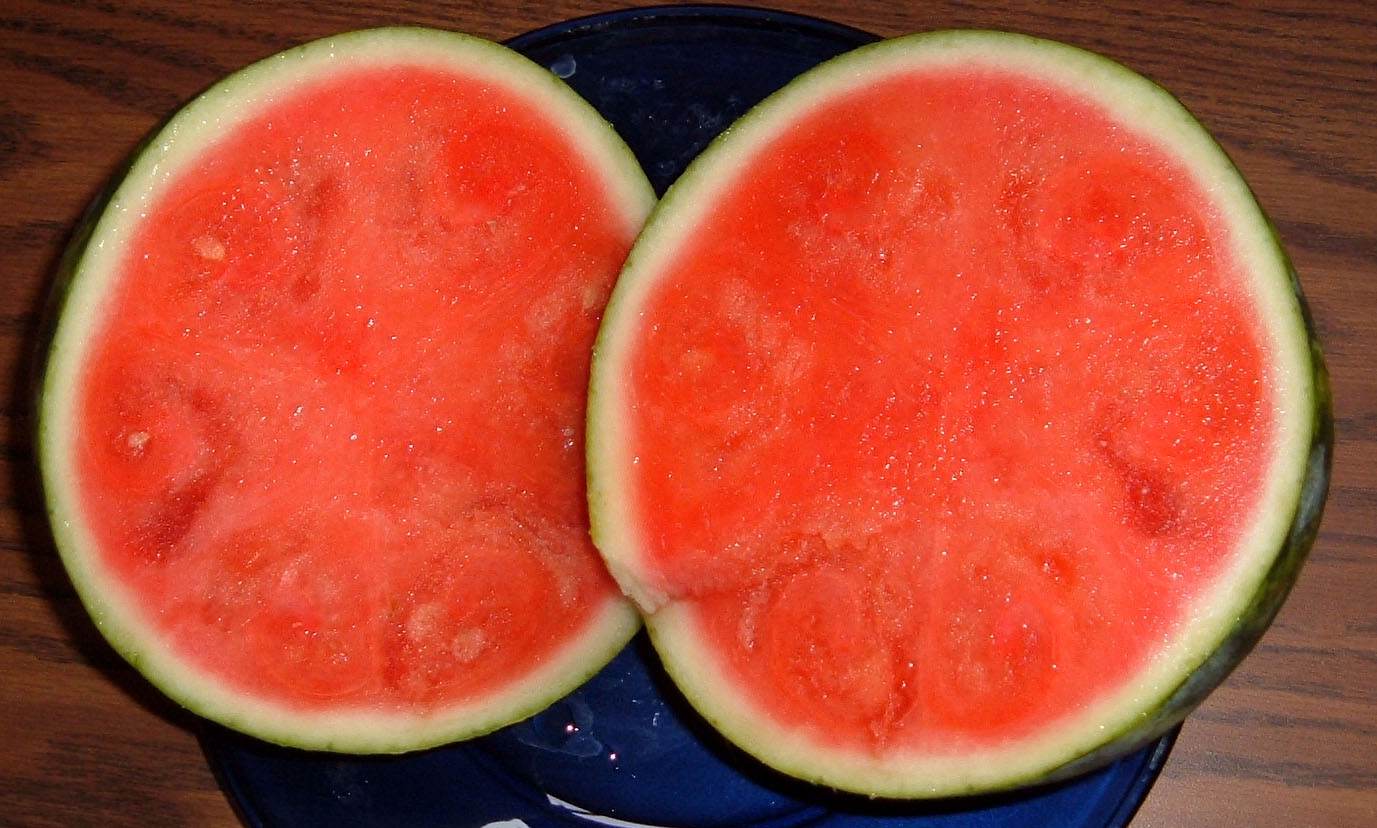
هندوانه بی‌دانه

هندوانه گیاهی گرمسیری یا نیمه گرمسیری است و برای رشد به دمایی بالاتر از حدود ۲۵ درجه سانتیگراد نیاز دارد. در مقیاس باغ، دانه‌ها معمولاً در گلدان‌هایی دارای پوشش کاشته می‌شوند و به زمین خوب زهکشی شده با pH بین ۵٫۵ و ۷ و سطوح متوسط نیتروژن منتقل می‌شوند.
مهم‌ترین آفات هندوانه عبارتند از: شته، مگس خربزه و کرم لوله‌ای ریشه‌گرهی. در صورت بالا بودن سطح رطوبت گیاه مستعد بیماری‌های گیاهی مثل سفیدک پودری و ویروس موزائیک می‌شود. ارقام دیگری که بیشتر در ژاپن و دیگر بخش‌های خاور دور رشد می‌کنند، نسبت به پژمردگی فوزاریم حساس هستند. پیوند زدن چنین ارقامی با ساقه‌های زیرزمینی مقاوم در برابر بیماری از آن‌ها محافظت می‌کند.
وزارت کشاورزی ایالات متحده برای گرده‌افشانی بهتر انواع دانه‌دار هندوانه پیشنهاد کرده‌است در هر هکتار حداقل از یک کندوی عسل استفاده شود. چون انواع بی‌دانه گرده بی‌حاصل دارند، باید ردیفی از انواع گرده‌افشان با گرده‌های بادوام کنار آن‌ها کاشته شود. از آنجا که تهیه گرده‌های بادوام کاهش یافته‌است، و در تولید ارقام بی‌دانه گرده‌افشانی امری بسیار مشکل است، تعداد پیشنهادی کندوها، یا تراکم گرده‌افشان، برای هر هکتار به سه عدد افزایش می‌یابد. هندوانه دوره رشد طولانی‌تری نسبت به دیگر ملون‌ها دارد و اغلب از زمان نشا تا رسیدن میوه ۸۵ روز یا بیشتر طول می‌کشد.

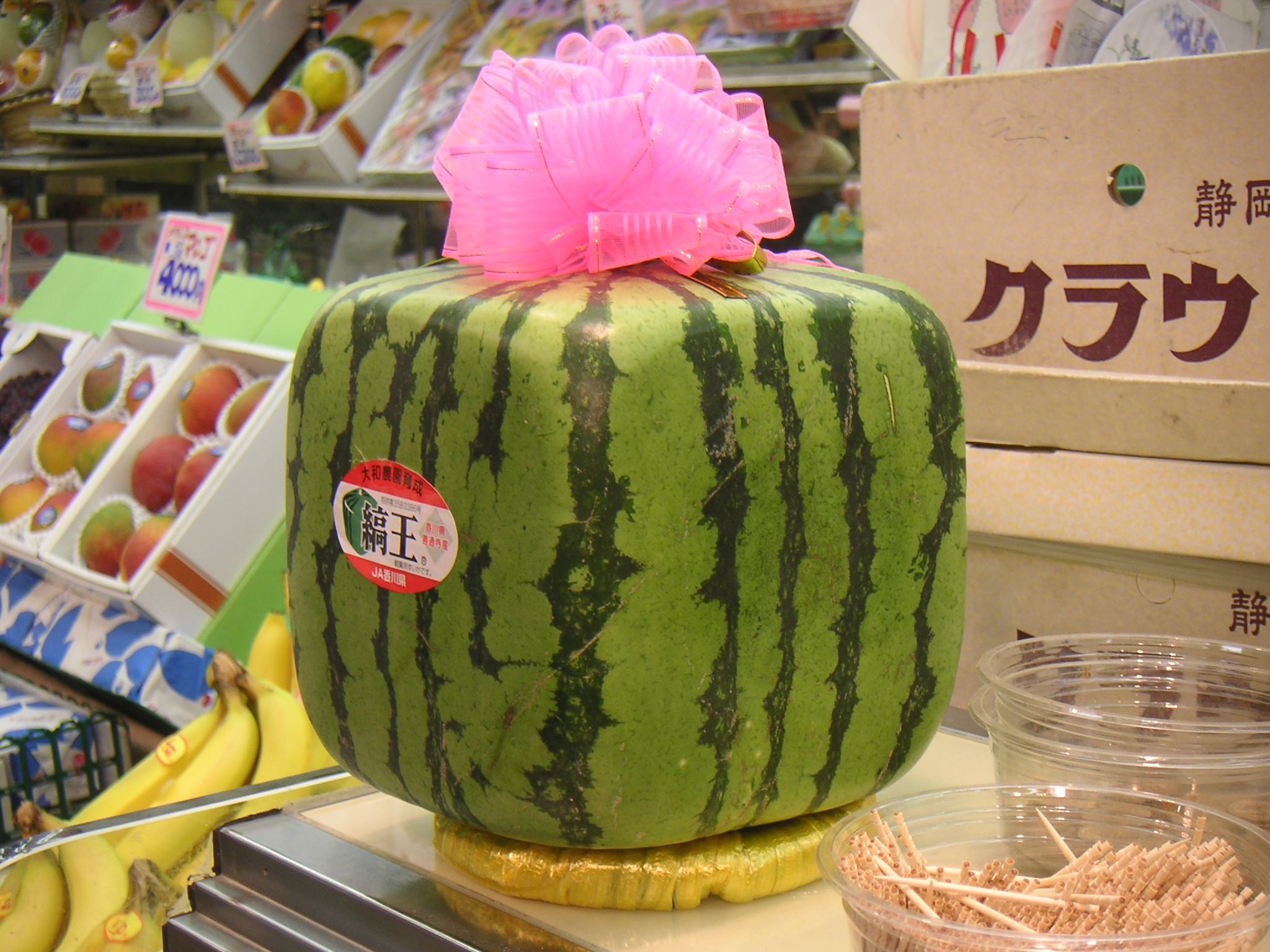
هندوانه مکعبی شکل

کشاورزان منطقه زنتسوجی، کاگاوا ژاپن با قرار دادن میوه‌ها در جعبه‌هایی فلزی و شیشه‌ای و مجبور کردن آن‌ها به گرفتن شکل ظرف، روشی را برای تولید هندوانه‌هایی به شکل مکعب پیدا کردند. مکعب شکل بودن در اصل برای ساده کردن جمع‌آوری و انبار کردن هندوانه‌ها طراحی شد. اما قیمت هندوانه‌های مکعبی‌شکل اغلب سه برابر هندوانه‌های معمولی است، بنابراین درخواست کنندگان اصلی آن‌ها مشتریان ثروتمند شهری هستند. هندوانه‌های هرمی‌شکل هم پرورش یافته‌اند و امکان پرورش هندوانه‌های هر چندوجهی هم وجود دارد.

### ارقام

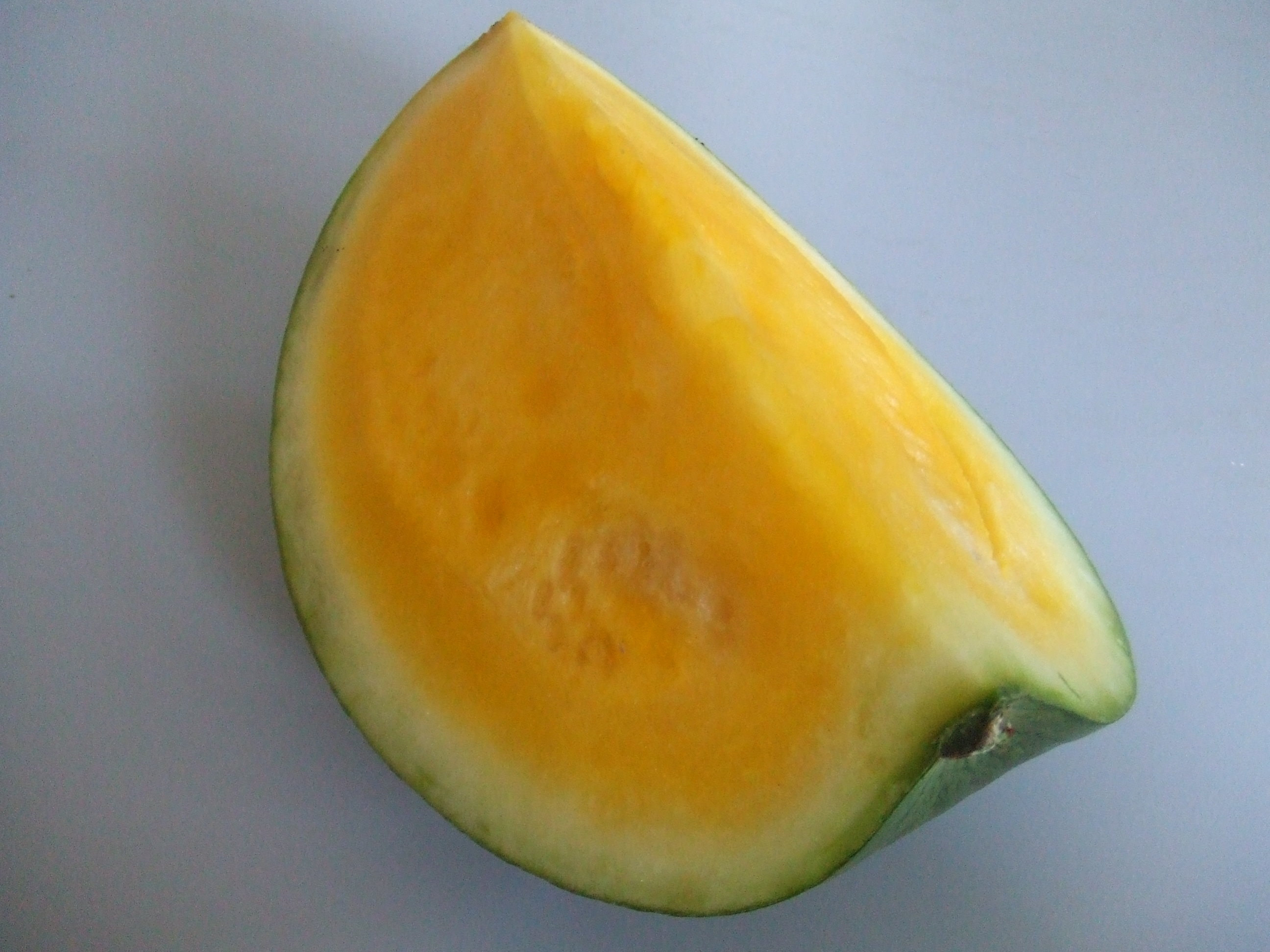
هندوانه با گوشت زرد

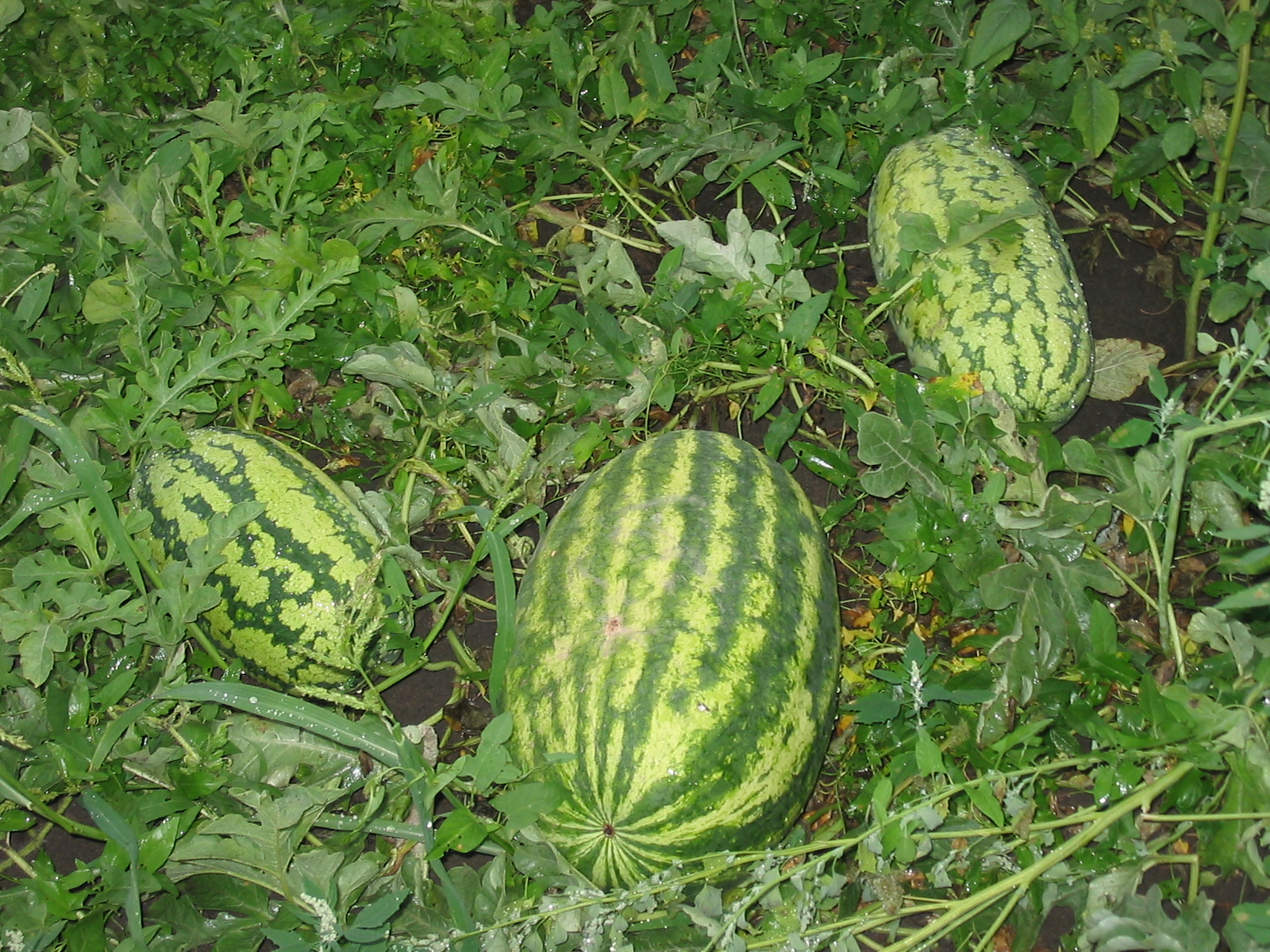
هندوانه با پوستی برنگ سبز روشن و راه راه‌هایی برنگ سبز تیره

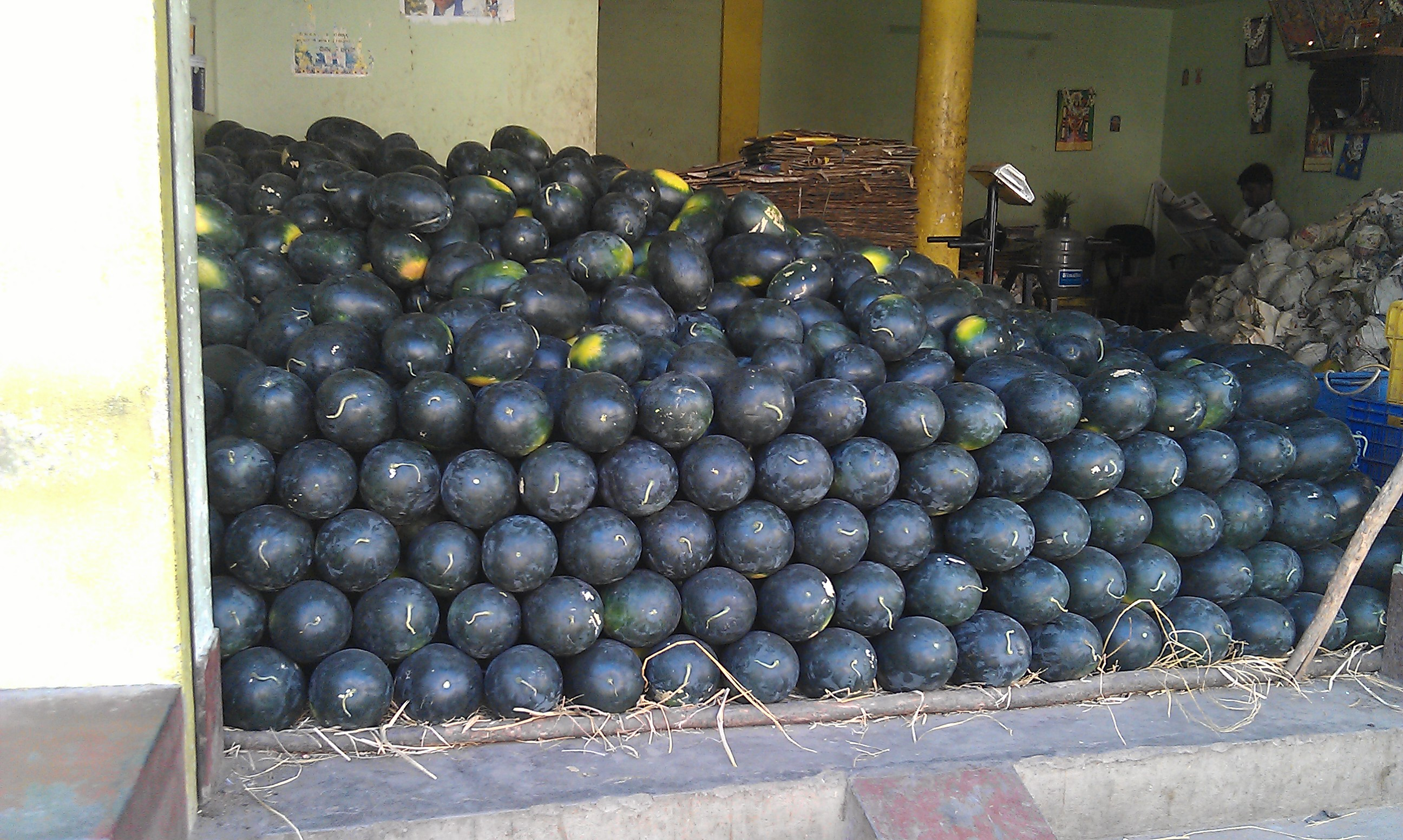
هندوانه با پوست سیاه، هندوستان

بیش از ۱۲۰۰ رقم هندوانه وجود دارد که از نظر وزن از کمتر از یک کیلو تا بیش از ۹۰ کیلوگرم متفاوت هستند، گوشت آن‌ها می‌تواند به رنگ قرمز، صورتی، نارنجی، زرد یا سفید باشد.
- «کارولینا کراس» سنگین‌ترین رقم هندوانهٔ حال حاضر جهان را به وزن ۱۵۹ کیلوگرم تولید کرد.[۱۸]این هندوانه پوست سبز، گوشت قرمز دارد و معمولاً میوه‌ای بین ۲۹ تا ۶۸ کیلوگرم تولید می‌کند و از لحظه کاشت تا برداشت آن ۹۰ روز طول می‌کشد.[۱۹]
- رقم «گلدن مایگت» پس از رسیدن، پوست طلایی و گوشت صورتی دارد و از زمان کاشت تا برداشت آن ۷۰ روز طول می‌کشد.[۲۰]
- رقم «اورنجگلو» گوشت بسیار شیرین نارنجی دارد و میوه‌ای بزرگ و کشیده به وزن ۹ الی ۱۴ کیلوگرم است. این هندوانه پوستی برنگ سبز روشن و راه راه‌هایی ناهموار و برنگ سبز تیره دارد و از زمان کاشت تا برداشت آن ۹۰ الی ۱۰۰ روز طول می‌کشد.[۲۱]

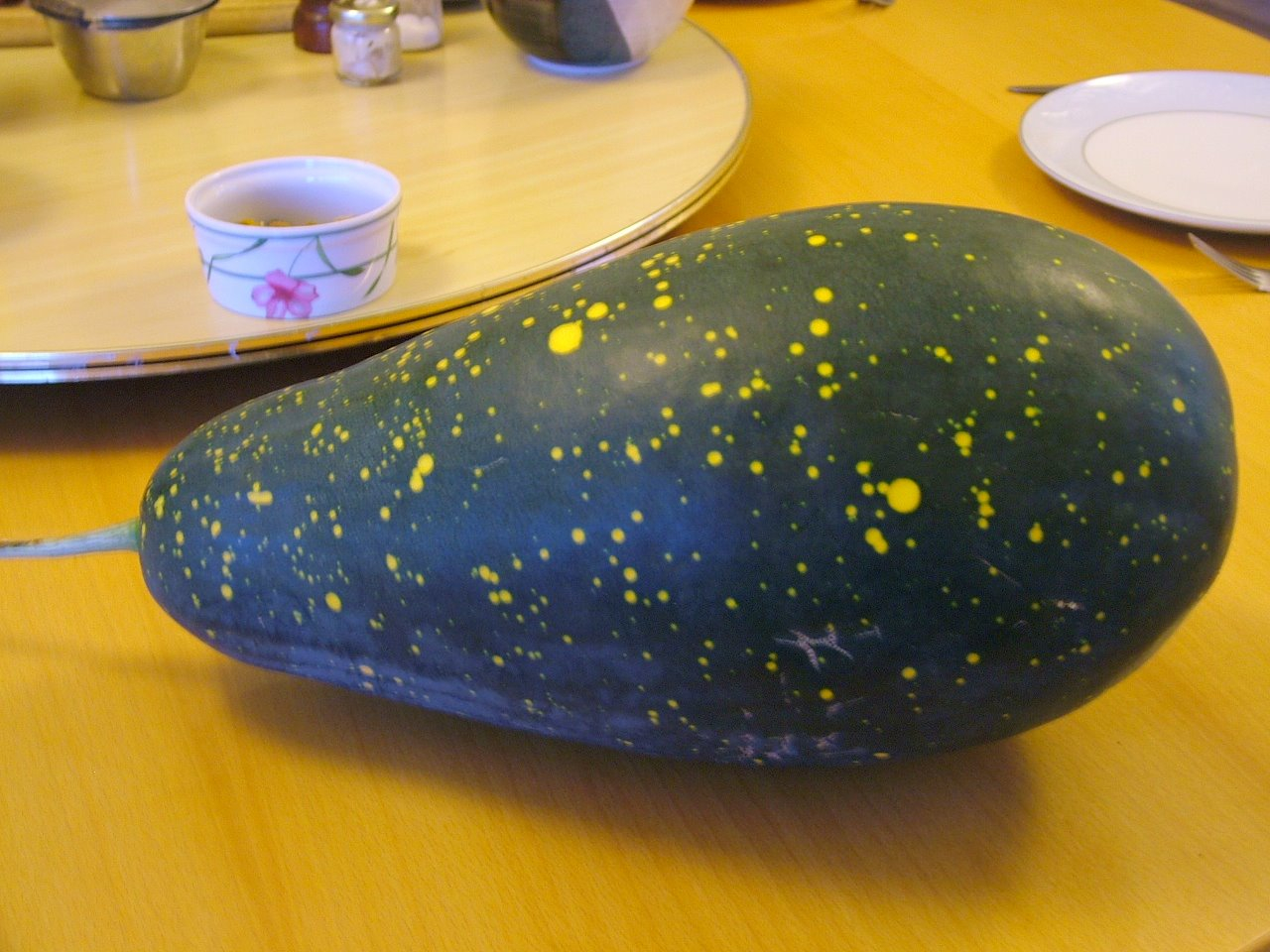
هندوانه رقم «ماه و ستارگان»

- رقم «ماه و ستارگان» در سال ۱۹۲۶ تولید شد.[۲۲] پوست آن زرشکی/ سیاه است و دایره‌های ریز زیادی برنگ زرد (ستارگان) و یک یا دو دایره زرد بزرگتر (ماه) دارد. وزن آن ۹ الی ۲۳ کیلوگرم است.[۲۳] گوشت آن صورتی یا قرمز است و دانه‌هایی برنگ قهوه‌ای دارد. شاخ و برگ آن هم خال خال است. زمان کاشت تا برداشت آن ۹۰ روز طول می‌کشد.[۲۴]
- رقم «کرم ساسکاچوان» میوه‌های گرد و کوچکی به قطر حدوداً ۲۵ سانتیمتر دارد. پوستی نازک، سبک با راه‌راهی برنگ سبز تیره و گوشت شیرین سفیدرنگ با دانه‌هایی سیاه رنگ دارد و در هوای سرد به خوبی رشد می‌کند. این رقم اولین بار توسط مهاجران روسی به ساسکاچوان کانادا آورده شد. زمان کاشت تا برداشت آن ۸۰ الی ۸۵ روز طول می‌کشد.[۲۵]

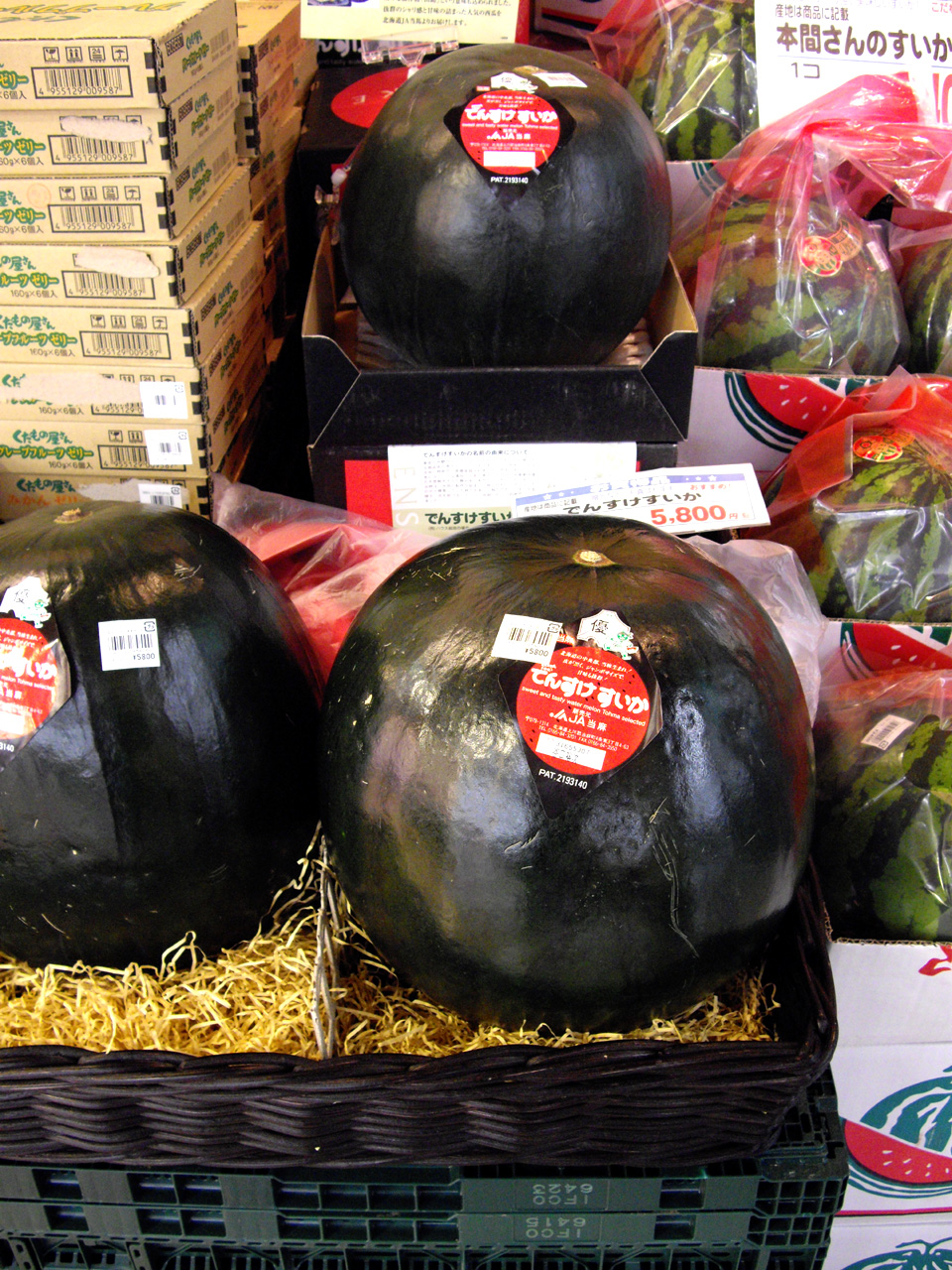
هندوانه با پوست سیاه

- رقم ملیتوپولاسکی میوه کوچک و گردی به قطر تقریباً ۲۸ الی ۳۰ سانتیمتر دارد. این رقم زود می‌رسد و از آستراخان روسیه نشئت می‌گیرد، که به کشت هندوانه معروف است. دیده شده‌است که فروشندگان هندوانه‌های ملیتوپول را در تابستان در مسکو تا ارتفاع بالایی روی هم چیده‌اند. از زمان کاشت تا برداشت این رقم حدود ۹۵ روز طول می‌کشد.[۲۶]
- رقم «دنسوکه» میوه گردی با وزنی بیش از ۱۱ کیلوگرم دارد. پوست آن برنگ سیاه است و راه‌راه یا خال ندارد؛ و فقط در جزیره هوکایدو ژاپن رشد می‌کند، در آنجا هر سال بیش از ۱۰٬۰۰۰ هندوانه تولید می‌شود. در ژوئن سال ۲۰۰۸، یکی از نخستین هندوانه‌های برداشت شده در مزایده‌ای به قیمت ۶۵۰٬۰۰۰ ین (۶۳۰۰ دلار آمریکا) فروخته شد که گرانترین هندوانهٔ فروخته شده تا آن زمان بود. متوسط قیمت فروش معمولاً حدود ۲۵۰۰۰ ین (۲۵۰ دلار) است.[۲۷]
- بسیاری از ارقام به خاطر پوست کلفتشان دیگر به‌طور تجاری کشت نمی‌شوند، اما ممکن است باغبانان خانگی و به ویژه شرکت‌های تولید دانه آن‌ها را به خاطر دانه‌هایشان بکارند. پوست کلفت آن‌ها برای ترشی انداختن مناسب است؛ و تعدادی از ارقام قدیمی که این کاربرد را دارند عبارتند از: «تام واتسون»، «جورجیارتل‌اسنیک» و «بلک دایموند».[۲۸]

### گونه‌های ایرانی
مهم‌ترین ارقام موجود هندوانه در ایران شامل: قرق، خانمی، شریف‌آباد، محبوبی و پوست سفید همدان هستند. ارقام خارجی (بیشتر انواع آمریکایی) هندوانه که کشت بعضی از آن‌ها در ایران نتایج خوبی داشته عبارتند از چارلستون‌گری (در ایران معروف به هندوانه مهندسی)، بلاک دایموند، دیکیس کوئین، فرفاکس و چیلیان بلاک.

### بهبود انواع

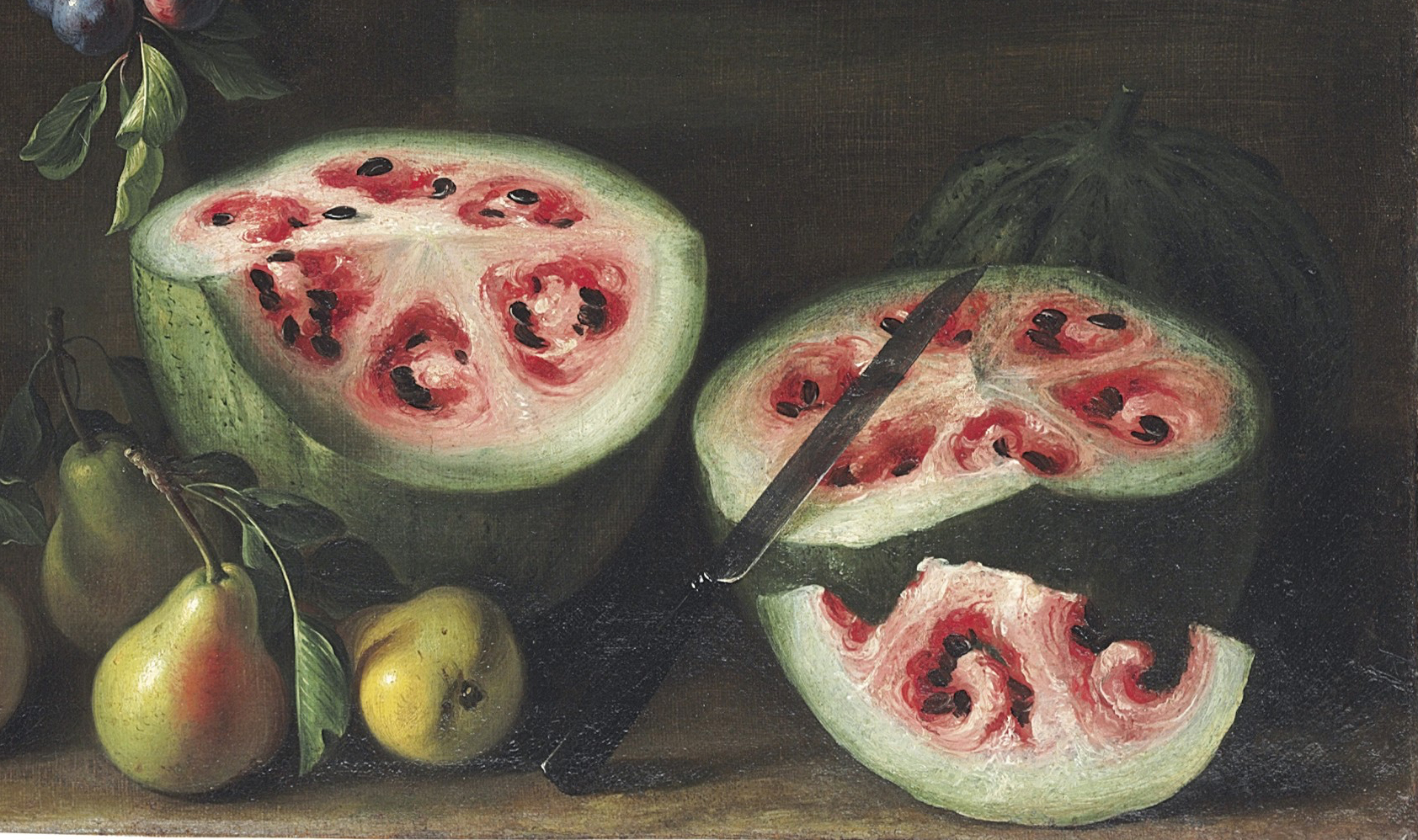
رقم قدیمی هندوانه همان‌طور که در نقاشی سده هفدهمی، رنگ روغن روی بوم، اثر جووانی استانکی به تصویر کشیده شده‌است.

در وزارت کشاورزی ایالات متحده آمریکا کشاورزی به نام چارلز فردریک آندروس در آزمایشگاه پرورش و اصلاح نژاد سبزیجات در چارلستون، کارولینای جنوبی به فکر تولید هندوانه‌های مقاوم در برابر بیماری و پژمردگی افتاد. نتیجه کار او در سال ۱۹۵۴ «هندوانه خاکستری چارلستون» بود. شکل مستطیلی و پوست سخت آن کار بسته‌بندی و حمل و نقل را آسان می‌کرد. سازگاری آن به این معنا بود که می‌توانست در ناحیه جغرافیایی وسیعی رشد کند. محصول زیادی می‌داد و در برابر بیشتر بیماری‌های جدی هندوانه مثل زغالک و پژمردگی فوزاریم مقاوم بود.
دیگران هم روی تولید انواع مقاوم در برابر بیماری کار می‌کردند؛ در سال ۱۹۶۳ جی.ام. کرال در دانشگاه فلوریدا «جوبیلی» و سال بعد در دانشگاه ایالتی کانزاس سی.وی. هال «کریمسون سوییت» را تولید کردند. این هندوانه‌ها دیگر به‌طور وسیع کشت نمی‌شوند، ولی هندوانه‌های حاصل از آن‌ها گونه‌های دورگه‌ای بودند که محصول بیشتر، کیفیت پوست بهتر و ظاهر جذابتری داشتند. هدف دیگر پرورش‌دهندگان گیاه از بین بردن دانه‌هایی بود که روی گوشت هندوانه پخش شده‌اند. این هدف با استفاده از انواع تریپلوئید حاصل شده‌است، اما این هندوانه‌ها عقیم هستند و هزینه تولید بذر از آمیزش یک والد تتراپلوئیدی با یک والد عادی دیپلوئیدی بالا است.
هندوانه چنان بزرگ است که میوه‌فروش‌ها اغلب، نصف یا یک چهارم آن را هم می‌فروشند. انواع کوچکتر و کروی‌تر هم ارقام دارای گوشت قرمز و هم ارقام دارای گوشت زرد گاهی «آیس‌باکس ملون» نامیده می‌شوند. وزن بزرگ‌ترین هندوانه دنیا که در سال ۲۰۱۳ در تنسی رشد کرده بود ۱۵۹ کیلوگرم بود.

## تولید
در سال ۲۰۱۶، تولید جهانی هندوانه ۱۱۷ میلیون تن بود. چین با تولید ۶۷٪ کل تولید رتبه اول را در جهان داشت. رتبه‌های بعدی را با بیش از ۱٪ تولید جهان ترکیه، ایران، برزیل و ازبکستان، الجزایر، ایالات متحده، روسیه، مصر، مکزیک و قزاقستان بودند. .
| پنج تولیدکننده برتر هندوانه در جهان در سال ۲۰۱۴ (بر حسب میلیون تن) | پنج تولیدکننده برتر هندوانه در جهان در سال ۲۰۱۴ (بر حسب میلیون تن) |
| ------------------------------------------------------------------ | ------------------------------------------------------------------ |
| چین                                                                | ۷۹٫۲                                                               |
| ترکیه                                                              | ۳٫۹                                                                |
| ایران                                                              | ۳٫۸                                                                |
| برزیل                                                              | ۲٫۰                                                                |
| مصر                                                                | ۲٫۰                                                                |
| جمع جهانی                                                          | ۱۱۱٫۰                                                              |
| منبع: فائو                                                         |                                                                    |

### تولید هندوانه در ایران
براساس آمارهای Food and Agriculture Organization سازمان ملل متحد ایران در تولید هندوانه رتبه سوم جهان را دارد.
این محصول در بهار در شهرهای جیرفت و کهنوج، میناب، ایرانشهر و دزفول، در تابستان در دامغان، ورامین، سمنان، مشهد، اصفهان، همدان، تبریز، میاندوآب، در پاییز در دزفول و زمستان در میناب، جیرفت و کهنوج تولید می‌گردد.
هندوانه تولید شده در ایران به کشورهایی مانند عراق، ترکیه، امارات، کویت و بحرین صادر می‌گردد.

#### انتقادات
عده‌ای از تولید محصولاتی مانند هندوانه انتقاد کرده و اظهار می‌کنند در زمانی که ایران دچار کم‌آبی است، این آب کم برای تولیدات کشاورزی پرآب مصرف می‌شود. یکی از این محصولات هندوانه است، برای تولید یک کیلوگرم هندوانه به‌طور میانگین به ۳۰۰ کیلوگرم آب نیاز است؛ و چون ایران در تولید هندوانه در جهان رتبه سوم را دارد و سالانه تقریباً ۱۰۰ هزار تن هندوانه صادر می‌کند بنابراین بیش از ۵۰ میلیارد متر مکعب آب به خارج صادر می‌شود که قیمت آن در نظر گرفته نمی‌شود و صدور هندوانه درآمد ارزی و ریالی چندانی نصیب کشور و کشاورزان نمی‌کند.

## هندوانه در شب یلدا
شب یلدا از قدیمی‌ترین مناسبتهایی است، که در ایران، افغانستان، تاجیکستان و ازبکستان جشن گرفته می‌شود.
دربارهٔ شب یلدا دو روایت وجود دارد:
1. در این شب مهر یا میترا به دنیا برمی‌گردد.
2. در شب یلدا پیامبری زاده می‌شود. (ذبیح بهروز بنیان‌گذار این عقیده بوده‌است)

در هر دو روایت، براساس آدابی که در شرق مدیترانه بسیار رایج بوده شب یلدا شب تولد مهر است؛ و به همین دلیل در شب یلدا معمولاً خانواده‌ها دور هم جمع می‌شوند و سفره‌ای را پهن کرده و تولد مهر را جشن می‌گیرند. در این سفره خوردنی‌های مختلف می‌گذارند که مهم‌ترین آن‌ها انار و هندوانه است.

## غذا و نوشیدنی
هندوانه ۹۱٪ از آب ،۶٪ قند و مقدار کمی چربی تشکیل شده‌است (جدول).

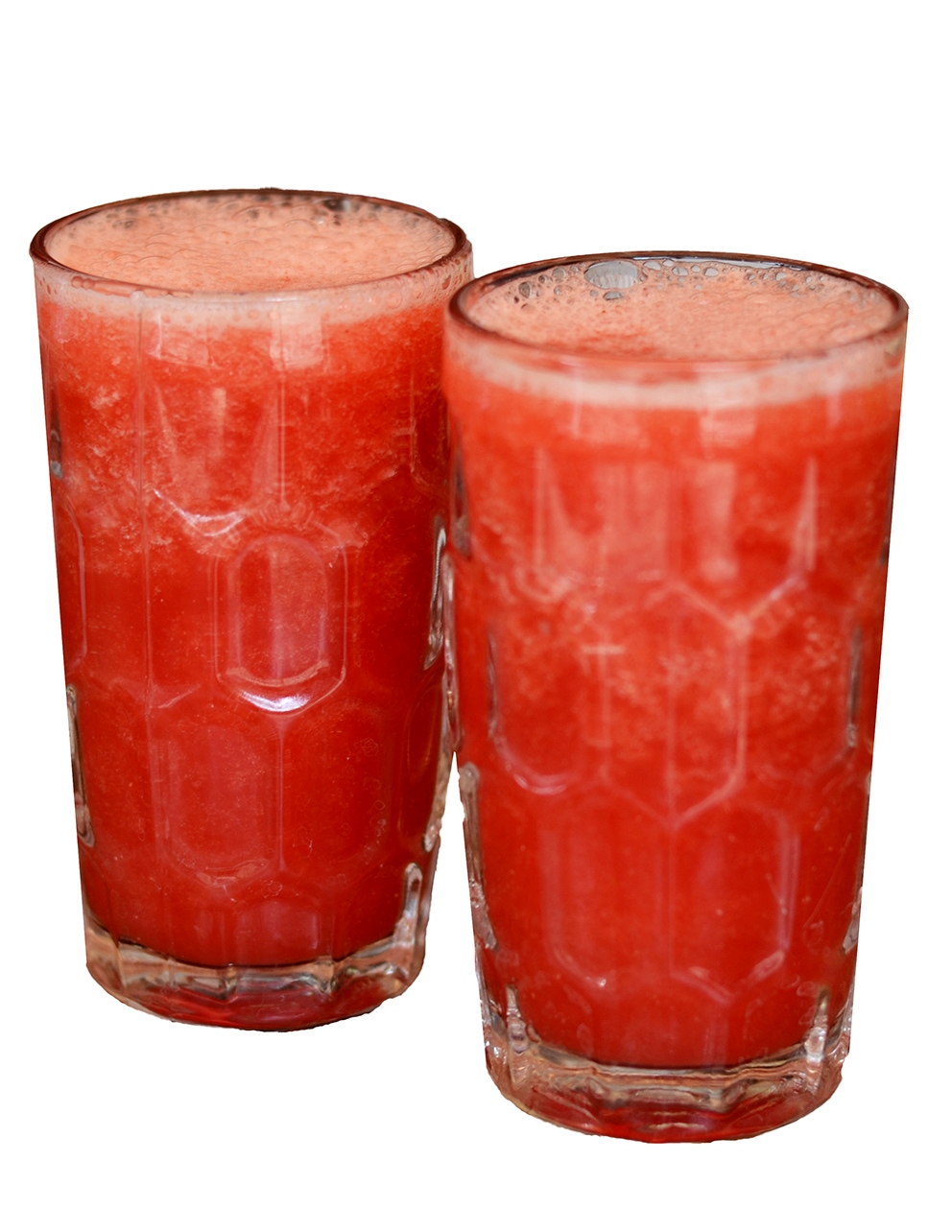
آب هندوانه

هندوانه میوه‌ای شیرین و محبوب در فصل تابستان است که معمولاً به صورت قاچ‌شده‌استفاده می‌شود؛ یا آن را خرد کرده و در سالاد میوه می‌ریزند یا به عنوان آب میوه به مصرف می‌رسد.آب‌هندوانه را می‌توان به شراب تبدیل کرد یا با آب‌میوه‌های دیگر مخلوط کرد.

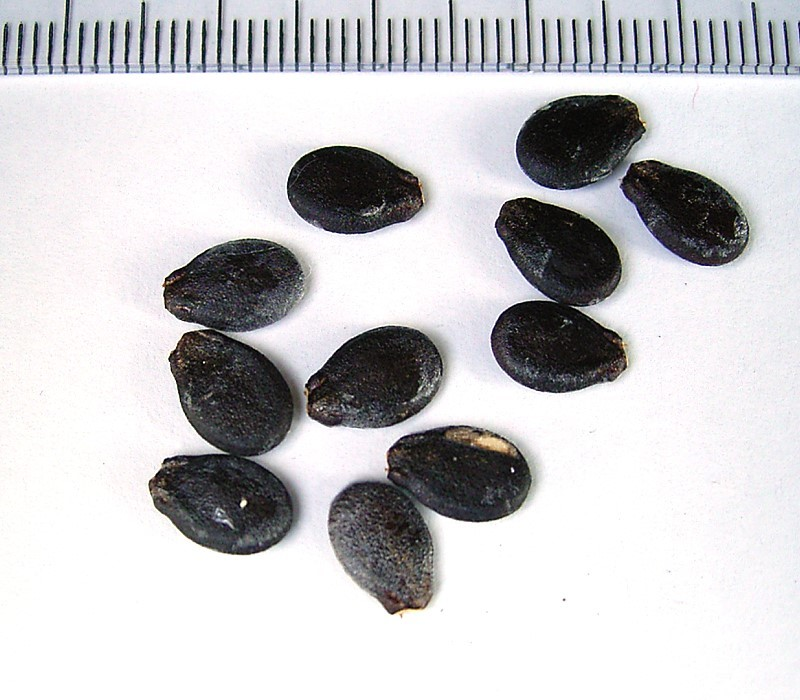
دانهٔ هندوانه

دانه‌ها طعمی مثل فندق دارند و می‌توان آن‌ها را خشک کرده یا بو داد، یا آرد کرد. در چین دانه‌ها اهمیت زیادی دارند و در جشن‌های سال نو چینی به همراه دانه‌های دیگر خورده می‌شوند. در فرهنگ ویتنام دانه‌های هندوانه در طول تعطیلات سال جدید ویتنامی، عید تت، به عنوان اسنک مصرف می‌شوند.
پوست هندوانه هم قابل خوردن است، اما بیشتر مردم به خاطر داشتن مزه نامطلوب از خوردن آن خودداری می‌کنند. از آن‌ها برای درست کردن ترشی استفاده می‌شود،گاهی هم آن را در روغن تفت داده یا به عنوان سبزی
در خورش می‌ریزند.
مجلس سنای ایالت اوکلاهما در سال ۲۰۰۷ با تصویب لایحه‌ای هندوانه را به عنوان سبزی رسمی ایالت اعلام کرد، در حالیکه مباحثاتی بر روی این مسئله که آیا هندوانه سبزی است یا میوه وجود داشت.

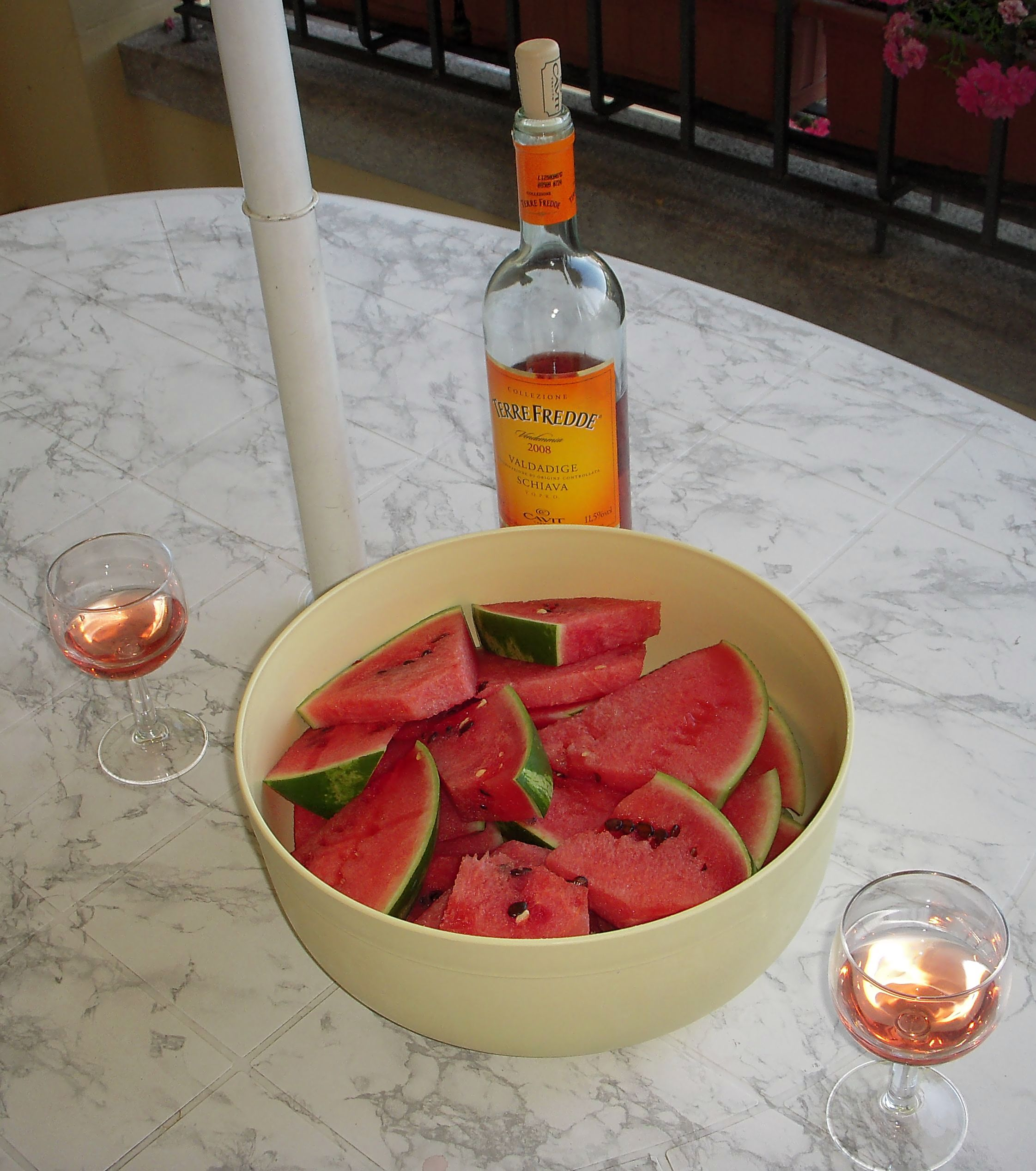
تهیه شراب از هندوانه

با ایجاد سوراخی در پوست هندوانه و ریختن مشروب، پوستی را که الکل به آن نفوذ کرده می‌خورند. این کار را الکلی کردن یا درست کردن «هندوانه سخت» می‌نامند.

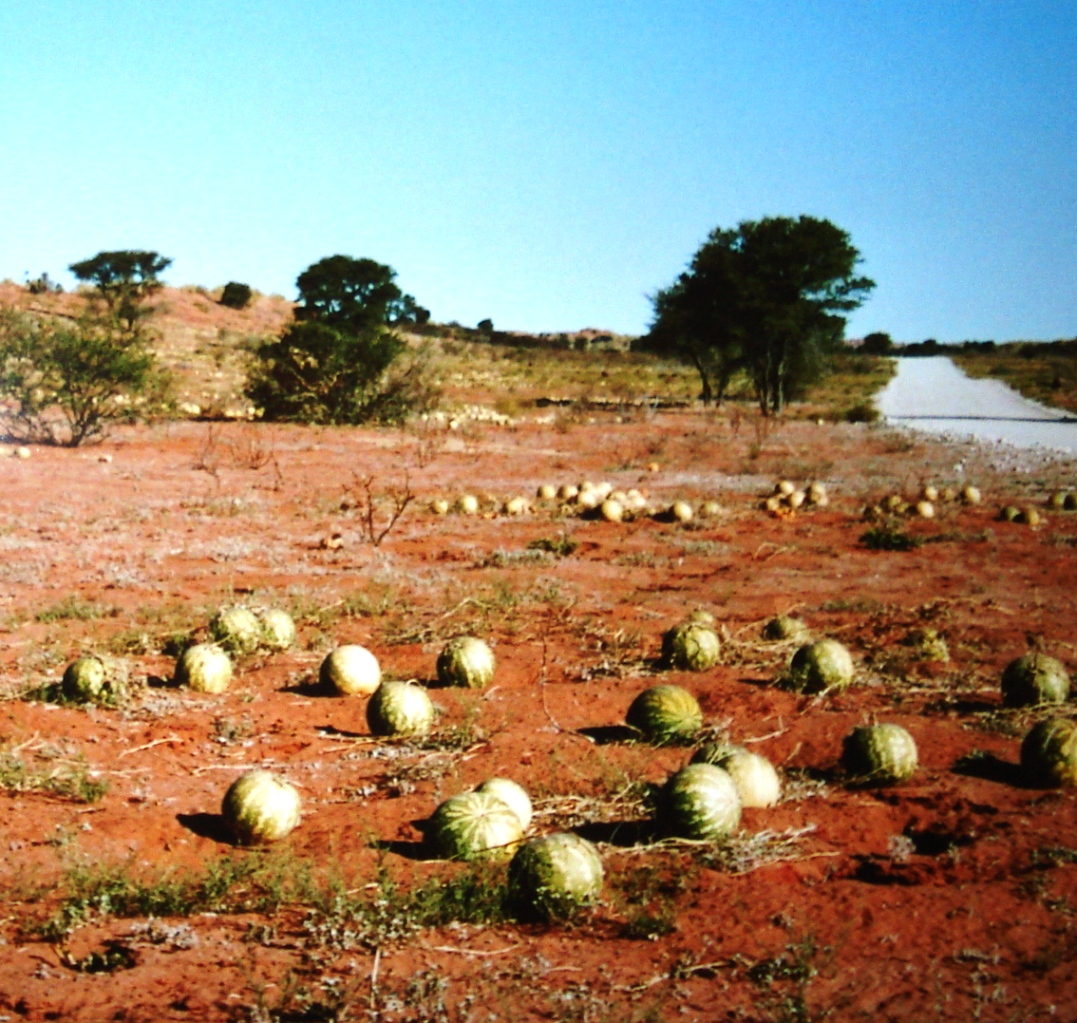
هندوانه تساما در بیابان کالاهاری

هندوانهٔ رقم کَفِر در بیابان کالاهاری به صورت خودرو رشد می‌کند و به آن تساما می‌گویند. این میوه توسط بوشمن‌ها و حیوانات به خاطر مواد غذایی و همین‌طور آب موجود در آن مورد استفاده قرار می‌گیرد. به‌طور سنتی، سفر در بیابان در فصل خشک تنها زمانی که تساما خوب رسیده باشد صورت می‌گیرد. انسان با مصرف تنها تساما می‌تواند به مدت شش هفته زنده بماند.

### ارزش خوراکی
فرد با مصرف هر ۱۰۰ گرم هندوانه ۳۰ کالری و مقدار کمی مواد غذایی ضروری بدست می‌آورد (جدول). فقط ویتامین ث آن به مقدار قابل ملاحظه‌ای ۱۰ درصد مقدار مورد نیاز روزانه است (جدول). گوشت هندوانه شامل کاروتنوئید از جمله لیکوپن است.
اسید آمینه سیترولین در پوست هندوانه تولید می‌شود.